# Bellaire (Gesves)
Pour les articles homonymes, voir Bellaire.
Bellaire est un hameau de la commune belge de Gesves située en Région wallonne dans la province de Namur.
Il fait partie de la section d'Haltinne.

## Situation et description
Cette localité se situe au nord du village d'Haltinne à proximité du hameau de Muache et de la localité de Groynne (commune d'Andenne). 
Elle comprend une cinquantaine d'habitations implantées dans un environnement de champs cultivés au nord et de bois au sud.

## Patrimoine
Un petit oratoire sous chapiteau soutenu par quatre colonnes est dédié à Notre-Dame de Beauraing. Il se situe au carrefour de la rue de Bellaire et de la Tour de Muache.
Le château de Bellaire se trouve à l'ouest du hameau, en direction de Muache.

## Source et lien externe
- http://www.gesves.be